# Incontri pericolosi
Incontri pericolosi (Dirge) è un romanzo di fantascienza dello scrittore Alan Dean Foster, pubblicato nel 2000 e ambientato nell'universo narrativo dell'Humanx Commonwealth.

## Storia editoriale
Il romanzo è il secondo libro della space opera nota come Fondazione del Commonwealth, composta dai tre volumi Filogenesi (Phylogenesis, 1999), Incontri pericolosi (Dirge, 2000) e Diuturnity's Dawn (2001), a sua vota ambientata nell'universo narrativo dell'Humanx Commonwealth.

## Trama
L'Umanità ha appena scoperto il pianeta Argus 5, meglio noto come Treetrunk, e ne ha iniziato l'esplorazione con l'intenzione di colonizzalo. La squadra di scienziati terrestri riceve un'inaspettata visita da parte di una nuova razza aliena, i "Pitar". All'inizio gli umani temono che i Pitar vogliano rivendicare il possesso del pianeta ma, invece, gli alieni affermano di essere unicamente interessati a conoscere meglio i terrestri per fini di studio sociologico.
I Pitar sono simili agli esseri umani con l'unica eccezione che essi hanno meravigliose fattezze statuarie; il loro affascinante aspetto li aiuta ad accattivarsi la simpatia dei terrestri che, al contrario, vedono con disgusto e repulsione un'altra razza senziente, gli insettoidi Thranx. L'avversione verso questi alieni spinge alcuni xenofobi terrestri a invadere la piccola colonia di Thranx in Amazzonia, compiendo un eccidio. Il dramma comune spinge due dei sopravvissuti, un cappellano umano e un consigliere spirituale Tranx, a fondare una comune religione aperta a tutte le razze: la Chiesa Unita.
Dopo un anno dalla scoperta del pianeta, su Treetrunk, oramai colonizzato dai terrestri, si verifica un massacro. Tutti i 600.000 umani vengono uccisi da aggressori sconosciuti che poi lasciano il pianeta. Dopo che una vasta ricerca degli assassini non ha fornito indizi, un singolo sopravvissuto viene casualmente trovato da un'astronave degli alieni Unop-Patha, nascosto in una scialuppa di salvataggio sulla più piccola delle lune di Treetrunk. Allwyn Mallory, inizialmente impazzito a causa del lungo isolamento e delle drammatice vicende cui era stato testimone, man mano riacquista lucidità anche grazie all'aiuto di Irene Tse, l'infermiera alle cui cure viene affidato e di cui ben presto s'innamora. Ritrovata la memoria Allwyn Mallory afferma di aver assistito al genocidio da parte dei Pitar: l'incondizionata fiducia dei terrestri verso questa razza e la mancanza di prove fa sì che Mallory non venga creduto e i suoi ricordi giudicati falsati dallo shock subíto. Mallory ricorda di aver registrato alcune drammatiche scene del genocidio e di aver salvato il filmato in una sfera di memoria. Il filmato, nascosto da Mallory sulla luna di Treetrunk fuori dalla navetta, sotto una roccia, riprenderebbe i Pitar uccidere in modo efferato i terrestri, asportando dalle donne gli organi riproduttivi per riporli in contenitori criogenetici. I Pitar negano l'accusa, sostenendo che è un'invenzione di un uomo impazzito. Le affermazioni di Mallory sembrano non trovare credito fino a quando, dopo una lunghissima ricerca sulla luna di Treetrunk, il filmato viene ritrovato e diffuso. Sulla Terra si procede all'arresto di tutti i Pitar ma gli alieni combattono strenuamente contro i terrestri, morendo negli scontri o suicidandosi.
Ai Pitar viene inviato un ultimatum affinché affrontino la giustizia; gli alieni ignorano completamente le condizioni per la resa e quindi i terrestri attaccano le postazioni nemiche a difesa dei pianeti doppi dove i Pitrar risiedono e sui quali nessun estraneo è mai stato accolto. Mentre le altre razze si sono impegnate nella colonizzazione dello spazio, i Pitar, ritenendo sacri e inviolabili i loro pianeti doppi, hanno da millenni impiegato ogni loro risorsa nella protezione dai nemici: le due cinture di asteroidi nelle vicinanze dei loro mondi sono irte di armamenti nascosti e la loro flotta difensiva è composta da un'inesauribile numero di astronavi. La guerra si protrae da un anno ed è in una situazione di stallo. Le altre razze della galassia, pur disapprovando la brutalità dei Pitar, si rifiutano di appoggiare i terrestri nella guerra, preferendo aspettare, opportunisticamente, che due delle più forti fazioni della galassia si indeboliscano a vicenda; solo i Thranx decidono di appoggiare i terrestri, sia perché hanno in odio le brutali azioni dei Pitar, sia perché apprezzano molto gli esseri umani, sia perché si aspettano, a guerra finita, un appoggio dai nuovi alleati contro i loro secolari nemici, i rettilani "AAnn".
Le forze difensive dei Pitar sono tuttavia insospettabilmente numerose e, nonostante l'aiuto dei Thranx, la guerra non vede fine. Il Consiglio Mondiale, pur non volendo che il genocidio rimanga impunito, inizia a ripensare all'opportunità di proseguire con le ostilità ipotizzando l'attivazione di un embargo contro i nemici. Nel mentre, alcuni scienziati terrestri e Thranx inventano una nuova arma: un missile a doppia tecnologia contro il quale non vi sono contromisure, lanciato da innumerevoli minuscole astronavi condotte da due piloti di entrambe le razze alleate. La nuova arma permette ai terrestri e ai Thranx di vincere la guerra: i Pitar, tuttavia, non accettano la resa e continuano la battaglia fino alla loro completa estinzione. I Pitar, infatti, si ritenevano superiori al punto da voler sterminare tutte le altre razze, ad iniziare con i terrestri: questo il motivo del genocidio su Treetrunk.
L'alleanza tra i terrestri e i Thranx si prospetta utile per entrambe le razze mentre gli AAnn iniziano a studiare piani per avvantaggiarsi dell'indebolimento degli avversari appena usciti da una faticosa guerra.

## Edizioni
- (EN) Alan Dean Foster, Dirge, 1ª ed., New York, Del Rey/Ballantine, 2000.
- Alan Dean Foster, Incontri pericolosi, traduzione di Gianluigi Zuddas, Cosmo Argento, n. 330, Milano, Editrice Nord, 2003,  p. 250, ISBN 88-429-1246-8.
- (DE) Alan Dean Foster, Klagelied der Sterne, Bastei Lübbe Science Fiction, n. 24333, Bergisch-Gladbach, Bastei Lübbe, 2005,  p. 383, ISBN 978-3-404-24333-4.